# 瀬戸利一
瀬戸 利一（せと りいち、男性、1954年（昭和29年）9月2日 - ）は、日本の歯科医師・空手家（極真連合会七段）。
本名読みは「せと としかず」。神奈川県足柄上郡山北町出身。一般社団法人極真会館（全日本極真連合会）理事・上席師範。東北歯科大学歯学部・明治大学商学部商学科卒業。

## 略歴・人物
1969年、極真カラテ創始者・大山倍達に師事、内弟子となる。第8回オープントーナメント全日本空手道選手権大会出場、世界大会最終選考選手でもあった。
1975年、初段取得。1976年、大山倍達より「神奈川北支部」設立を拝命、現在に至る。
2011年、第17回統一地方選挙で神奈川県議会議員選挙（南足柄市選挙区）に出馬するも落選する。
普段は南足柄市にて医療法人極真会 瀬戸歯科医院の院長（理事長）として勤務。

## 主な資格取得
- 第一級アマチュア無線免許（アマチュア無線技士）
- 東北歯科大学麻酔科医局長
- 元陸上自衛隊一等陸尉
- 青年海外協力隊合格（モルディブ派遣）
- 麻酔認定医試験合格（東京医科歯科大学）